# Czarna Woda (Okoły)
Czarna Woda — przysiółek wsi Okoły, położony w Polsce, w województwie opolskim, w powiecie opolskim, w gminie Murów. Miejscowość wchodzi w skład sołectwa Okoły.
W latach 1975–1998 miejscowość należała administracyjnie do województwa opolskiego.
Czarna Woda jest położona przy szlaku komunikacyjnym z Murowa do Pokoju. Przez Czarną Wodę przebiega też czerwona trasa rowerowo-piesza. 